# Johannes Martin Olsen (arkitekt)
 Der er flere personer med dette navn, se Johannes Martin Olsen (politiker).
Johannes Martin Olsen (1. juli 1881 i Snoldelev – 18. november 1959 i Slagelse) var en dansk arkitekt og højskolemand.
Johannes Martin Olsen stammede fra Snoldelev ved Roskilde og var en årrække leder af håndværkerafdelingen på Rødkilde Højskole. 1910 flyttede han til Slagelse, hvor han
blev en meget benyttet arkitekt. Han blev året efter arkitekt Ejvind Mørchs efterfølger som leder af håndværkerafdelingen på Antvorskov Højskole. Imidlertid blev afdelingen nedlagt ved forstanderskiftet i 1916.
Olsen forblev dog tilknyttet til højskolen, som han i 1922 udvidede med en respektfuldt fortsættelse af Mørchs nationalromantiske stil. I 1920 var Olsen blandt de seks mænd, der købte højskolen og efterfølgende solgte den til forstander Frederik Nørgaard. Han byggede og boede selv på Slotsalléen; først i nummer 27 og siden i den store villa i nummer 26, hvor hans fremgangsrige tømrer- og snedkervirksomhed fik til huse.
Johannes Olsen er bedst kendt for kirke- og mødesalen på menighedsskolen Liselund i Antvorskov, der blev opført sommeren 1918. På Liselund stod han senere for hovedbygningen i 1932, bistået af arkitekt Hartmann Petersen fra København.
Olsen fik også en del opgaver for de stedlige bønder. Gudrun Trier fortæller, at han var hurtig til at tilbyde sin assistance, når en gård var brændt ned. Johannes Olsen har således været mester for Rødkildegården, Rødkildevej 1 (1916), Asbjerggården, Falkenstenvej 7 (1916) og med stor sandsynlighed Husagergård, Skælskør Landevej 52. Ved Skælskør har Olsen bygget Guldagergaard, Heilmannsvej 31 A (1918).
Sommerhuse indgik også i hans virkefelt, og han tegnede en stribe huse ved Stillinge Strand i 1914-1915. Han havde selv sommerhus på matrikel 11r Kirke Stillinge by ved Egebækvej. Det er sandsynligt, at han har bygget præsten Niels Daels stadig eksisterende sommerhus i 1912.
I Slagelse har han desuden tegnet forretningsejendommen Bredegade 1 (1912), villaen Rytterstaldstræde 1, Rosengården på Rosengade 5, Frederik Nørgaards villa, Kongelyset 3, samt villaerne Slotsalleen 26,27og32.
Olsen stod også for Hejninge Skole i 1911 samt de store gårde Charlottedal og Valdemarskilde ved Slagelse og Sønder Elkær nord for Aalborg. Sdr. Elkær var ejet af forpagter Sørensen fra Charlottedal. I 1930'erne ejede Olsen det fredede hus Vestergade 12 i Københavns indre by, der tidligere rummede Hotel Tre Hjorter.
Derudover tegnede Johannes Olsen brønden til Hellig Anders Kilde, som blev rejst i 1918 på Kildevej i Landsgrav, og som siden 1935 har optrådt som logo for Slagelse Gymnasium.
Under besættelsen udførte Olsens firma arbejde for besættelsesmagten. Der var gjort et forsøg på sabotage allerede i august 1943, og 3. februar 1945 blev sabotagen gennemført.
Han er begravet på Sct. Mikkels Kirkegård, hvor gravstedet er nedlagt, men hvor gravstenen stadig står langs muren ved Skovvej.